# Was ist Wahrheit?

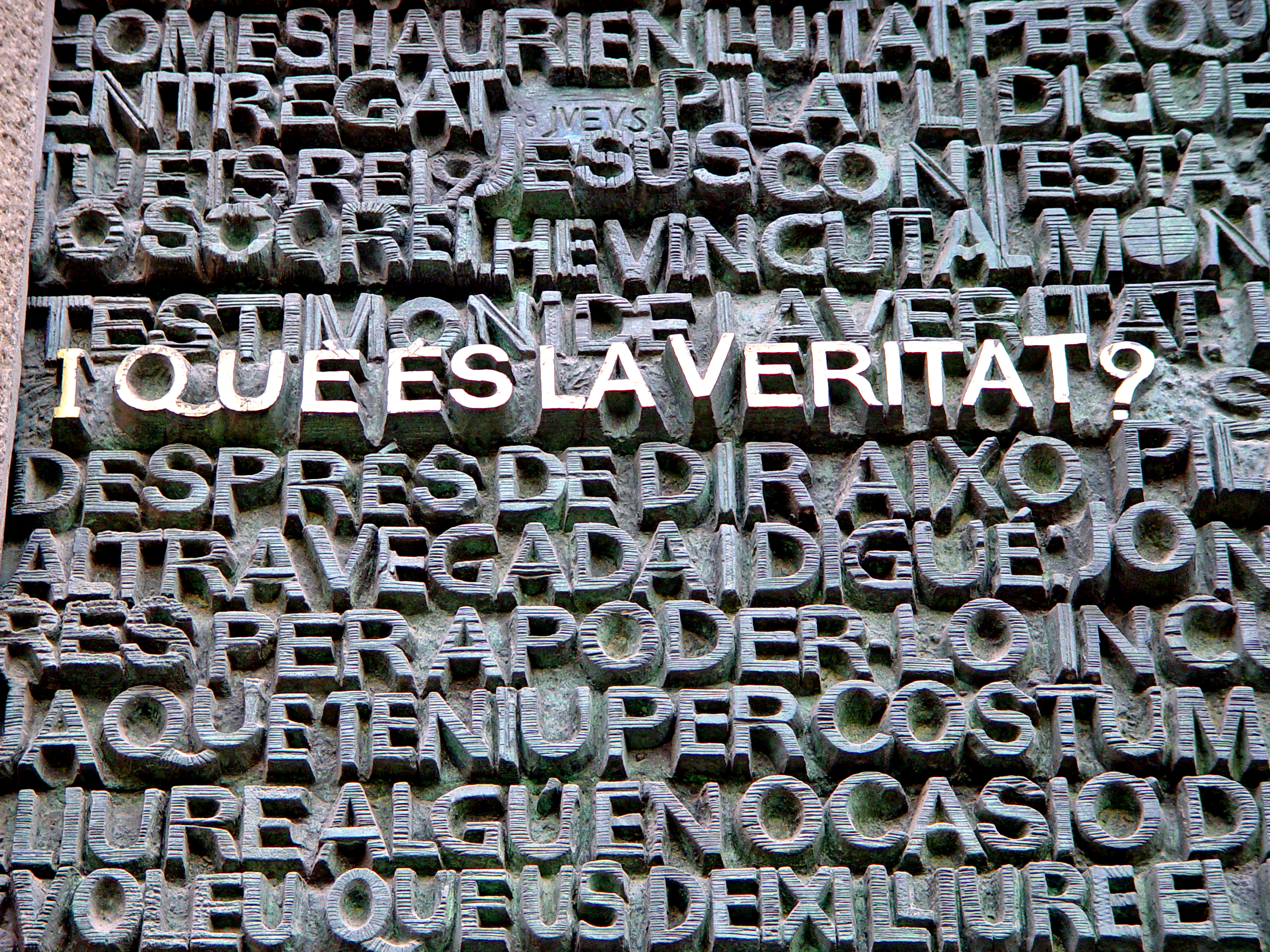
„Was ist Wahrheit?“ – stilisierte katalanische Inschrift am Eingang der Sagrada Família, Barcelona

Was ist Wahrheit? ist im Johannes-Evangelium (Joh 18,38 ) die Erwiderung des Pontius Pilatus auf die Bemerkung Jesu, in die Welt gekommen zu sein, um „Zeugnis für die Wahrheit“ abzulegen. Die Frage geht der Verurteilung Jesu zum Kreuzestod unmittelbar voraus und bleibt unbeantwortet: Pilatus wendet sich ab, ohne auf eine Antwort zu warten. Sie ist ein locus classicus für die Frage nach der Wahrheit als zentralem Thema der Philosophie und der Logik. Diese Frage ist vielfach künstlerisch sowie literarisch rezipiert und interpretiert worden.

## Text
| Novum Testamentum Graece | Nova Vulgata | Einheitsübersetzung |
| --- | --- | --- |
| 37 εἶπεν οὖν αὐτῷ ὁ Πιλᾶτος· οὐκοῦν βασιλεὺς εἶ σύ; ἀπεκρίθη ὁ Ἰησοῦς· σὺ λέγεις ὅτι βασιλεύς εἰμι. ἐγὼ εἰς τοῦτο γεγέννημαι καὶ εἰς τοῦτο ἐλήλυθα εἰς τὸν κόσμον, ἵνα μαρτυρήσω τῇ ἀληθείᾳ· πᾶς ὁ ὢν ἐκ τῆς ἀληθείας ἀκούει μου τῆς φωνῆς. | 37 Dixit itaque ei Pilatus: “ Ergo rex es tu? ”. Respondit Iesus: “ Tu dicis quia rex sum. Ego in hoc natus sum et ad hoc veni in mundum, ut testimonium perhibeam veritati; omnis, qui est ex veritate, audit meam vocem ”. | 37 Pilatus sagte zu ihm: Also bist du doch ein König? Jesus antwortete: Du sagst es, ich bin ein König. Ich bin dazu geboren und dazu in die Welt gekommen, dass ich für die Wahrheit Zeugnis ablege. Jeder, der aus der Wahrheit ist, hört auf meine Stimme. |
| 38 λέγει αὐτῷ ὁ Πιλᾶτος· τί ἐστιν ἀλήθεια; Καὶ τοῦτο εἰπὼν πάλιν ἐξῆλθεν πρὸς τοὺς Ἰουδαίους καὶ λέγει αὐτοῖς· ἐγὼ οὐδεμίαν εὑρίσκω ἐν αὐτῷ αἰτίαν.                                                                                         | 38 Dicit ei Pilatus: “ Quid est veritas? ”. Et cum hoc dixisset, iterum exivit ad Iudaeos et dicit eis: “ Ego nullam invenio in eo causam. ”                                                                                 | 38 Pilatus sagte zu ihm: Was ist Wahrheit? Nachdem er das gesagt hatte, ging er wieder zu den Juden hinaus und sagte zu ihnen: Ich finde keinen Grund, ihn zu verurteilen.                                                                                    |

## Historizität

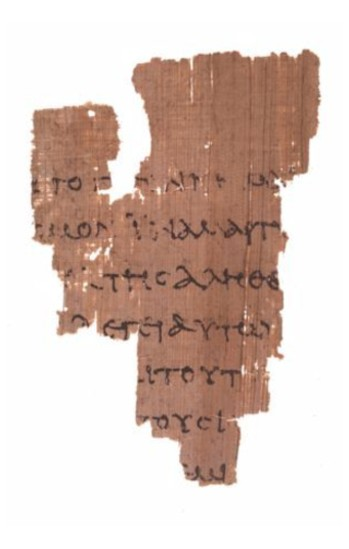
Papyrus 52, das früheste Fragment eines kanonischen NT-Textes, mit Joh 18:37–38, um 100–150

In der historisch-kritischen Bibelwissenschaft wird davon ausgegangen, dass das Gespräch zwischen Jesus und Pilatus nicht authentisch bzw. eine Fiktion ist. Zunächst gilt das Johannesevangelium seit David Friedrich Strauß und Ferdinand Christian Baur grundsätzlich als historisch weniger vertrauenswürdig als die Synoptiker; es bietet die am stärksten aufgrund theologischer Prämissen stilisierte Jesusfigur. Für das konkrete Gespräch von Jesus und Pilatus kommt hinzu, dass dieses um die Begriffe Welt (Joh. 18,36) und Wahrheit (Joh. 18,37–38) kreist; dies sind aber zwei Schlüsselbegriffe des Johannesevangelisten, der sie hier entsprechend Jesus und Pilatus in den Mund gelegt haben dürfte. Auch bleibt unklar, wie der Inhalt eines innerhalb des Prätoriums geführten Gespräches zwischen Jesus und Pilatus nach außen dringen konnte, ja ob beide überhaupt miteinander geredet haben: „Von einem Dolmetscher ist nirgends die Rede, doch daß Jesus Griechisch oder gar Latein konnte, ist mehr als unwahrscheinlich“ (Alexander Demandt).

## Analyse
Welche Aussage die Frage des Pontius Pilatus genau haben sollte, ist umstritten. Carl Schmitt zufolge lässt sich die Haltung des Pilatus je nach Sichtweise als Ausdruck eines „müden Skeptizismus“, als Agnostizismus, als „Ausdruck überlegener Toleranz“ oder als früher Fall einer weltanschaulichen Neutralität von Staat und Verwaltung interpretieren. Auch Spott oder gar eine Hinterfragung der Möglichkeit, Wahrheit richterlich feststellen zu können, können dahinter stecken – in jedem Falle aber wird die Behauptung Jesu, er lege für die Wahrheit Zeugnis ab, zurückgewiesen.
In dem Vers drückt sich auch die Vorstellung von der völligen Unschuld Jesu vor dem Urteil von Pilatus aus und damit die in den johanneischen Schriften besonders betonte Lamm-Gottes-Symbolik. Zudem bezeugt er die Zweifel und die Skepsis von Pilatus, die in den Evangelien nahezu durchgängig als Untugend gewertet wird; Pilatus stellt sich mit seiner Frage dadurch außerhalb des Geistes der Heiligen Schrift.
Dies gilt umso mehr, als der Begriff der „Wahrheit“ insbesondere im Johannes-Evangelium stark christologisch aufgeladen ist: „Ich bin der Weg und die Wahrheit und das Leben; niemand kommt zum Vater außer durch mich“ (Joh 14,6 ), spricht Jesus etwa zu seinem Jünger Thomas.
Im apokryphen Nikodemusevangelium aus dem 5. Jahrhundert wird der Dialog zwischen Pilatus und Jesus in den „Pilatusakten“ deutlich ausgebaut, so dass Pilatus auf seine Frage eine Antwort erhält:

„Da erwiderte ihm Jesus: ‚Die Wahrheit stammt vom Himmel.‘ Und Pilatus: ‚Gibt es auf Erden keine Wahrheit?‘ Darauf Jesus zu Pilatus: ‚Du siehst doch, wie die, welche die Wahrheit sagen, von den irdischen Machthabern gerichtet werden.‘“

## Theologische Rezeption
Mittelalterliche Theologen entdeckten in der lateinischen Fassung der Pilatusfrage, Quid est veritas?, ein Anagramm: Stellt man die Buchstaben um, ergibt sich die Antwort: Est vir qui adest, d. h. „(Wahrheit) ist der Mann, der anwesend ist“ – also Jesus selbst. Diese Aussage entspricht der theologischen Intention des Johannesevangelisten, auch wenn dieser ein entsprechendes Wortspiel nicht beabsichtigt haben kann, da sich mit dem griechischen Urtext τί ἐστιν ἀλήθεια kein vergleichbares Anagramm herstellen lässt.
Luther und Calvin sahen hinter der Frage „Was ist Wahrheit?“ beide den Zynismus des Machtmenschen Pilatus. Luther formulierte:

„Ich denke, es sind heidnische Possen aus einem frechen Gewissen. So ist der Welt Lauf: Wahrheit kann man nicht leiden; wer in der Welt leben will, verschweige die Wahrheit und bescheiße die Leute!“

Calvin schrieb entsprechend, aber weniger drastisch (Komm. 442): „Dass Pilatus seine Worte spöttisch gemeint hat, wird daran deutlich, dass er sofort hinausgeht.“

## Philosophische und künstlerische Rezeption

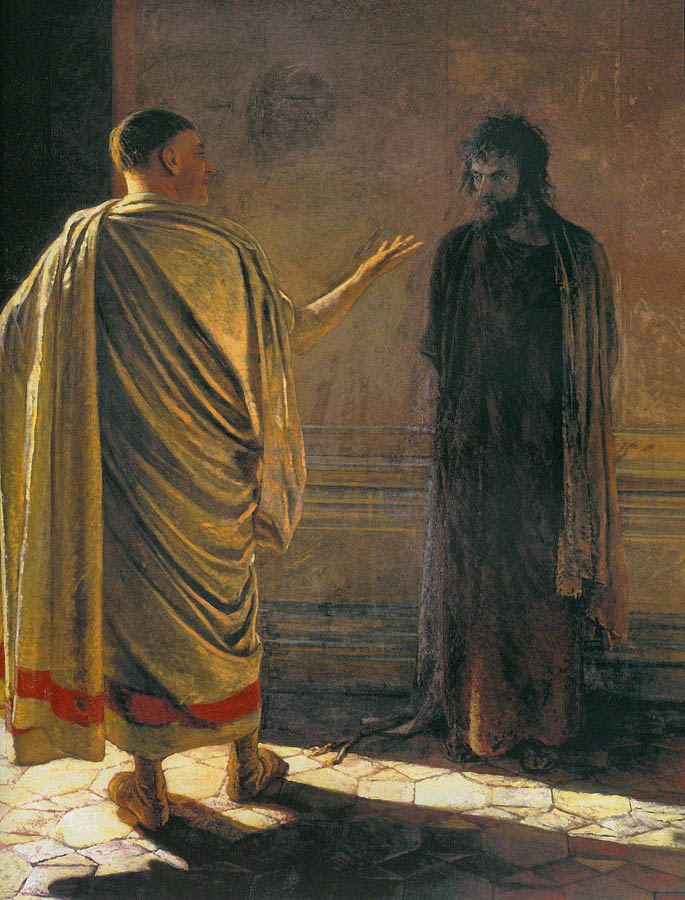
Nikolai Ge, Was ist Wahrheit?, 1890

Die Frage des Pilatus ist in der Literatur und Kunst oft zitiert und referenziert worden, vor allem in Werken philosophischer Natur. Zwar ist sie nicht das erste oder früheste Beispiel für die konzeptionelle Hinterfragung eines Wahrheitsbegriffs, ihre kulturelle und religiöse Bedeutung durch ihre prominente Positionierung im Neuen Testament gibt ihr jedoch besondere Signifikanz.
Francis Bacon zitiert Pilatus zu Beginn seines Essays Of Truth. Seine Rede vom Jesting Pilate, vom ‚scherzenden Pilatus‘, der die Wahrheit nicht erkannt habe, weil er nicht auf sie warten wollte, wurde im Englischen zu einer Bezeichnung für die biblische Passage schlechthin und diente etwa Aldous Huxley als Titel für seinen gleichnamigen Reisebericht.
Nietzsche wiederum bezeichnete Pilatus in seiner Spätschrift Der Antichrist aufgrund seiner Frage als die einzige neutestamentliche Figur, die man wertschätzen könne:

„Habe ich noch zu sagen, dass im ganzen neuen Testament bloss eine einzige Figur vorkommt, die man ehren muss? Pilatus, der römische Statthalter. […] Der vornehme Hohn eines Römers, vor dem ein unverschämter Missbrauch mit dem Wort ‚Wahrheit‘ getrieben wird, hat das neue Testament mit dem einzigen Wort bereichert, das Werth hat, — das seine Kritik, seine Vernichtung selbst ist: ‚was ist Wahrheit!‘“

Nikolai Ge machte die Frage zum Motiv seines gleichnamigen Werkes Was ist Wahrheit?, das in einer Reihe steht mit Gemälden anderer neutestamentlicher Themen, die er gegen Ende seines Lebens anfertigte. Michail Bulgakow führt die Beziehung zwischen Pilatus und Jesus in einer Binnenerzählung seines Romans Der Meister und Margarita (1928), einem Klassiker der russischen Literatur des 20. Jahrhunderts, noch weiter aus und greift dabei auch die Frage nach der Wahrheit auf, die auch direkt zitiert wird. Tim Rice setzt in der Rockoper Jesus Christ Superstar (1970) den Gedankengang des Pilatus fort: „But what is truth? Is truth unchanging law? / We both have truths – are mine the same as yours?“
Simon Blackburn schließlich bezeichnete das Diktum des Pilatus als „notorische Frage“, in der Relativisten und Absolutisten gleichermaßen „gefangen“ seien, da sie geradezu dazu herausfordere, auf einer „schwindelerregenden Abstraktionshöhe“ nach Antworten zu suchen.